# Geoffrey Van Orden
Geoffrey Van Orden, né le 10 avril 1945 à Waterlooville, est un homme politique britannique, membre du Parti conservateur.
Il est député européen depuis 1999.